# ZGLP1
ZGLP1 (англ. Zinc finger, GATA-like protein 1) – білок, який кодується однойменним геном, розташованим у людей на короткому плечі 19-ї хромосоми. Довжина поліпептидного ланцюга білка становить 271 амінокислот, а молекулярна маса — 29 628.
| 10         |  | 20         |  | 30         |  | 40         |  | 50         |
| ---------- |  | ---------- |  | ---------- |  | ---------- |  | ---------- |
| MTEPQVGCVA |  | CPRVHKEPAQ |  | VGTPWPAKPR |  | SHPRKRDPTA |  | LLPRSLWPAC |
| QESVTALCFL |  | QETVERLGQS |  | PAQDTPVLGP |  | CWDPMALGTQ |  | GRLLLDRDSK |
| DTQTRISQKG |  | RRLQPPGTPS |  | APPQRRPRKQ |  | LNPCRGTERV |  | DPGFEGVTLK |
| FQIKPDSSLQ |  | IIPTYSLPCS |  | SRSQESPADA |  | VGGPAAHPGG |  | TEAHSAGSEA |
| LEPRRCASCR |  | TQRTPLWRDA |  | EDGTPLCNAC |  | GIRYKKYGTR |  | CSSCWLVPRK |
| NVQPKRLCGR |  | CGVSLDPIQE |  | G          |  |            |  |            |

A: Аланін

C: Цистеїн

D: Аспарагінова кислота

E: Глутамінова кислота

F: Фенілаланін

G: Гліцин

H: Гістидин

I: Ізолейцин

K: Лізин

L: Лейцин

M: Метіонін

N: Аспарагін

P: Пролін

Q: Глутамін

R: Аргінін

S: Серин

T: Треонін

V: Валін

W: Триптофан

Кодований геном білок за функціями належить до репресорів, білків розвитку. 
Задіяний у таких біологічних процесах, як транскрипція, регуляція транскрипції. 
Білок має сайт для зв'язування з іонами металів, іоном цинку, ДНК. 
Локалізований у ядрі.